# 魏龍豪
魏龍豪（1927年10月30日—1999年3月7日），本名魏貴寬，後改名魏甦，拍電影時期因「甦」不好認，取名魏蘇。生於北京，台灣相聲演員，無師承。畢業於北京師範大學附屬中學，來台後為尋找失散弟弟而以弟弟之名「龍豪」為藝名引人注意。爰因其弟為人做保，受保人於軍旅中逃亡，其弟則被捉伕入軍旅，魏甦知悉後已經不及挽救。其弟雖有來信兩封，但其後就杳無音訊，自此失散，直到魏甦過世後仍無消息。

## 生平
魏龍豪本名魏貴寬，父親在北平是販售書畫，因並未繼承父業而轉行表演，因此改名為「甦」。1949年隨國軍來台，在裝甲兵康樂大隊當戲劇官，主唱京劇。但並非科班出身，最多演演文戲，沒有武戲基礎，因此轉行京劇相關的相聲。1953年，吳兆南受馬繼良（元大金控前總裁馬志玲父親）委託在螢橋樂園演出相聲，後結識吳兆南、與周志泉、王靜波等人合作相聲，加上演奏京韻大鼓的章翠鳳、評書的孫玉鑫，以「鼓、溜、彩」的形式，於螢河橋畔「納涼晚會」、「樂園書場」、西門町的「蓮園書場」、「紅樓書場」演出。1958年調國軍陸軍總部陸光康樂大隊演話劇，後在中廣、警廣兩家電臺擔任相聲節目主持人。 
後來魏龍豪以本名魏甦名義，參與影視演出與配音工作，他曾在台視和中央電影公司當基本演員，也參與過不少台視1970年代當時播出的多部日本動畫中文配音，並曾獲金馬獎。1967年起，他陸續灌製《相聲集錦》等作品，並在1975年起到台灣各大專院校進行演講，推廣相聲。1986年成立「龍－說唱藝術實驗群」，首應台灣省政府教育廳之邀，全省巡演《龍鳳呈祥》。1998年於新舞臺演出《吳兆南、魏龍豪，上臺一鞠躬》，是為絕響。1999年3月7日，因攝護腺癌去世。
魏龍豪的門下弟子有傅諦等人。然而未有師承的魏龍豪，即便在台灣已被稱為相聲大師，但依照傳統相聲圈內舊習，仍會被視為非門內的人。

## 作品

### 相聲曲藝類
- 1971年 《相聲集錦》第一至八集
- 1990年 說書《現代聊齋》、《假官真作》
- 1992年 《相聲選粹》第一至八集
- 1998年 《相聲補軼》第一至八集
- 年 《相聲集錦》珍藏版 第一至十二集
- 年 《相聲補軼》珍藏版 第一至十二集
- 年 《相聲拾穗》珍藏版 第一至十二集
- 年 《相聲選粹》珍藏版 第一至十二集

### 電視劇
- 1970年 《清宮殘夢》 飾李蓮英
- 1976年 《周三劇場－蝶園驚魂》 飾范莫野
- 1976年 《周三劇場－大圈套》飾李山
- 1982年 《巴黎機場》 飾 陶瑞炎
- 1987年 《俏妞行大運》 飾 何振宇
- 1990年 《養子不教誰之過》 飾 胡大成
- 1993年 《人間天堂》 飾 包文政
- 1998年 《布袋和尚》-二度梅 飾 盧杞

### 電影
多以魏蘇名義出演。
- 1965年《養鴨人家》
- 1965年《雷堡风云》
- 1966年《还我河山》
- 1966年《啞女情深》
- 1966年《我女若蘭》 飾 雷醫師
- 1967年《悲欢岁月》
- 1968年《情关》
- 1968年《新娘與我》
- 1968年《玉觀音》
- 1969年《小翠》
- 1970年《萬博追踪》
- 1970年《春梅》
- 1970年《李娃》
- 1971年《真假千金》
- 1971年《大地春雷》
- 1972年《愛的天地》
- 1973年《晚秋》
- 1974年《雪花片片》
- 1974年《純純的愛》
- 1975年《小女兒的心願》
- 1975年《楓紅層層》
- 1977年《永恒的爱》
- 1977年《黃埔軍魂》
- 1978年《天涯未归人》
- 1980年《Z字特攻队》
- 1980年《花飞花舞春满城》
- 1981年《假如我是真的》
- 1981年《鬼馬五福星》又名《烏龍行大運》飾 蒙氏企業執行長老魏
- 1982年《苦恋》
- 1983年《天下第一》

### 動畫配音
大部分為參與台視1970年代所播出的日本動畫中文配音。
- 《小獅王》
- 《小天使》
- 《小英的故事》
- 《北海小英雄》
- 《太空突擊隊》
- 《花仙子》 等等

### 主持
- 1985年 《今晚為您說相聲》第一至十六集

## 獲獎
| 年份   | 獲提名       | 獎項                                               | 結果 |
| ------ | ------------ | -------------------------------------------------- | ---- |
| 1972年 | 《大地春雷》 | 第10屆金馬獎最佳男配角獎                           | 獲獎 |
| 1973年 | 《晚秋》     | 第19屆亞洲影展最佳男演員獎                         | 獲獎 |
| 1985年 | 魏龍豪       | 第1屆「薪傳獎」                                    | 獲獎 |
| 1992年 | 魏龍豪       | 中國文藝協會頒發的中國文藝獎章「民俗文藝榮譽獎章」 | 獲獎 |
| 1998年 | 魏龍豪       | 國軍新文藝特別貢獻獎                               | 獲獎 |

## 外部連結
- 魏甦在互联网电影资料库（IMDb）上的資料（英文）
- 魏甦在香港影庫上的簡介
- 魏甦在时光网上的簡介（简体中文）